# 非洲法语

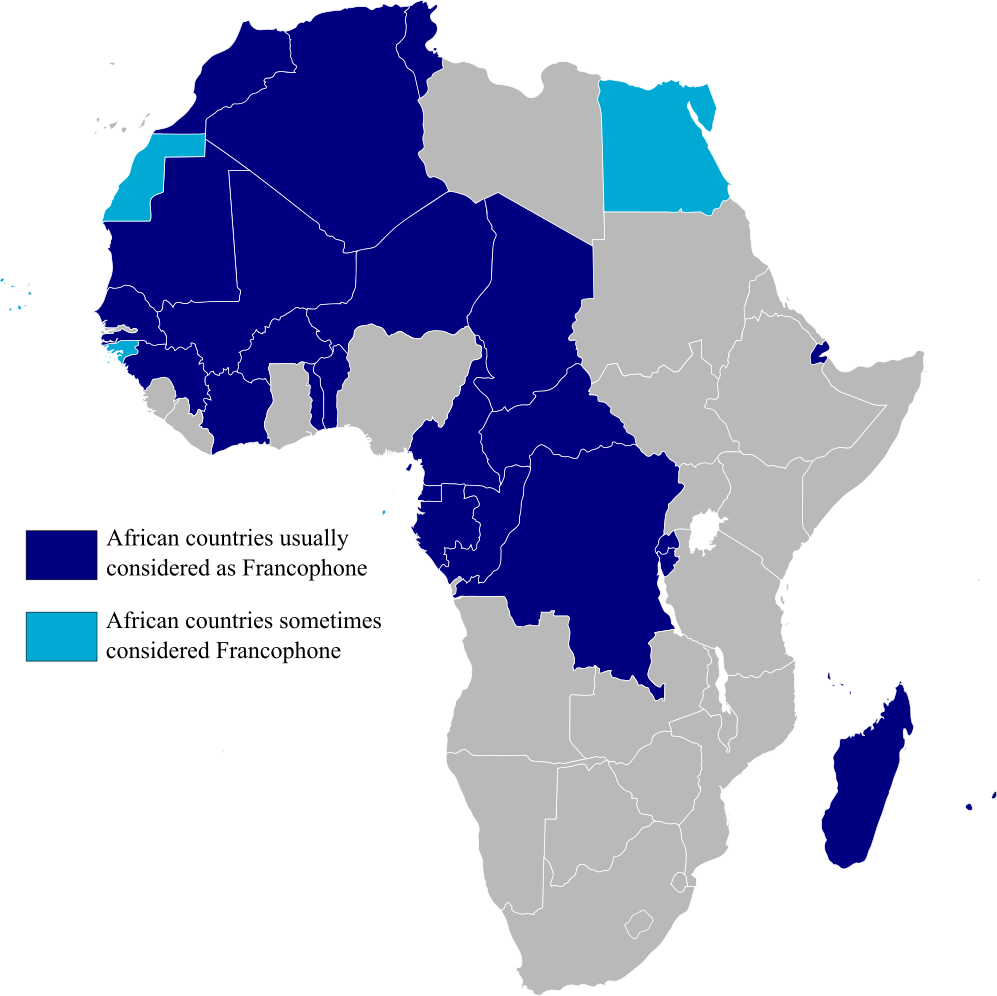
使用法语的非洲。深蓝色国家通常认为是法语国家，浅蓝色国家有时认为是法语国家。深蓝色国家2013年人口共计3.63亿。预计2050年将达到7.85亿至8.14亿之间。

非洲法语是31个法语非洲国家（图中所示蓝色国家）中大约1.15亿非洲人使用的各种法语变体的总称，包括上述国家中将法语当做第一语言和第二语言的人群，但不包括居住在非法语国家的法语使用者。非洲是世界上法语使用者最多的大洲。法语伴随着法国和比利时对非洲殖民地化而来，这些使用法语的非洲人现在是法语地区的重要部分之一。但近年許多非洲國家通過取消法語的官方地位，導致法國在非洲影響力大不如前，如馬里在2021年通過新憲法，取消法語地位，阿爾及利亞則調整課綱，以英語教學優先於法語，摩洛哥則發起以英語取代法語教學的運動。
法语是整个非洲的第二语言，但在部分地区则成为第一语言，例如留尼汪和科特迪瓦的阿比让。在一些国家，法语是某些社会阶层的第一语言，例如法语在突尼斯和摩洛哥是上层人士的第一语言（当地上层人士多为阿拉伯语/法语双语者），但在平民百姓层面只是第二语言。
每个非洲法语国家的法语都有发音和词汇的地方特色。

## 法语在非洲的变体
非洲法语变体很多，可大体分为三类：
- 西非、中非、东非的非洲黑人法语——作为第一语言和第二语言的使用者约7500万
- 西北非的阿拉伯人和柏柏尔人（见马格里布法语）——作为第一语言和第二语言的使用者约3600万
- 印度洋中留尼汪、毛里求斯、塞舌尔的克里奥尔人法语——作为第一语言和第二语言的使用者约160万（勿与当地以法语为基础形成的克里奥尔语混淆）

所有非洲法语变体都和标准法语的发音和词汇有所不同。

## 发音
非洲各地法语发音差异可能很大，例如摩洛哥法语发音与塞内加尔发音就很不同。但尽管有明显的区域变体，非洲法语各地使用者中仍存在某些趋势，例如字母R的发音趋向齒齦顫音而不是标准法语的喉音R（但仍有人發喉音R的音）。
尽管如此，由于法语的当地发音受到本地语言影响，大部分情况下还是无法总结出非洲法语发音的基本规则。
- Abidjan French slang (nouchi): La go a momo mon pia. (momo is an Abidjan slang word meaning "to steal")

### 金沙薩法語詞彙

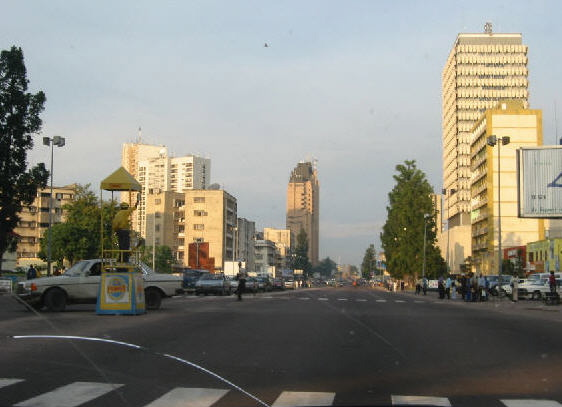
金沙萨商业中心的6月30日大街

金沙萨拥有超过700万人口，是法语圈内仅次于巴黎的最大城市，也是人口最多的法语国家——刚果民主共和国的首都。预计当地2400万人（总人口的40%）会说法语（主要是作为第二语言）。与阿布贾（法语是大部分人的第一语言）不同，法语在金沙萨只是第二语言，通用語的地位与林加拉语共有。住在金沙萨、使用非洲各种母语的人日常交流时使用林加拉语，而法语是商务、行政、教育、媒体用语。法语也是主导的书面语言。
法语在金沙萨使用广泛，使之成为成为一种地方语言，带有特有发音和大部分来自林加拉语的本地词汇。部分人因其所处的社会地位会混合使用法语和林加拉语，或者根据上下文在二者之间进行语码转换。与阿布贾的情况相同，也有很多語域和接受过最好教育的人不赞同俚语/林加拉语词汇的使用。下面是一些金沙萨法语特有词汇。
- cadavéré意思是坏掉、死的。是标准法语单词cadavre（意为尸体）的本地发音。这个词伴随刚果音乐在非洲的流行而已经传播到其他非洲国家。
- makasi意思是强壮、抵抗力好。借自林加拉语。
- anti-nuit指参加夜间派对的人戴的太阳镜。It is a word coined locally and whose literal meaning in standard French is "anti-night". It is one of the many Kinshasa slang words related to nightlife and partying. A reveler is known locally as un ambianceur, from standard French ambiance which means atmosphere.
- casser le bic字面意思为“折断圆珠笔”，意为辍学。
- merci mingi意为“非常感谢”，来自标准法语merci（谢谢）和林加拉语mingi（非常）。
- un zibolateur意为开瓶器，来自林加拉语动词kozibola（打开封口或瓶装物）再加上标准法语词尾-ateur。
- un tétanos意为不结实的旧出租车。標準法語的tétanos意为破伤风。
- moyen tê vraiment意思是“完全没门”。来自moyen tê（没门），本身是标准法语moyen（方式）和林加拉语tê（不）的糅合，再加上标准法语的vraiment（真的，确实）。

## 法語圈國際組織的非洲會員國

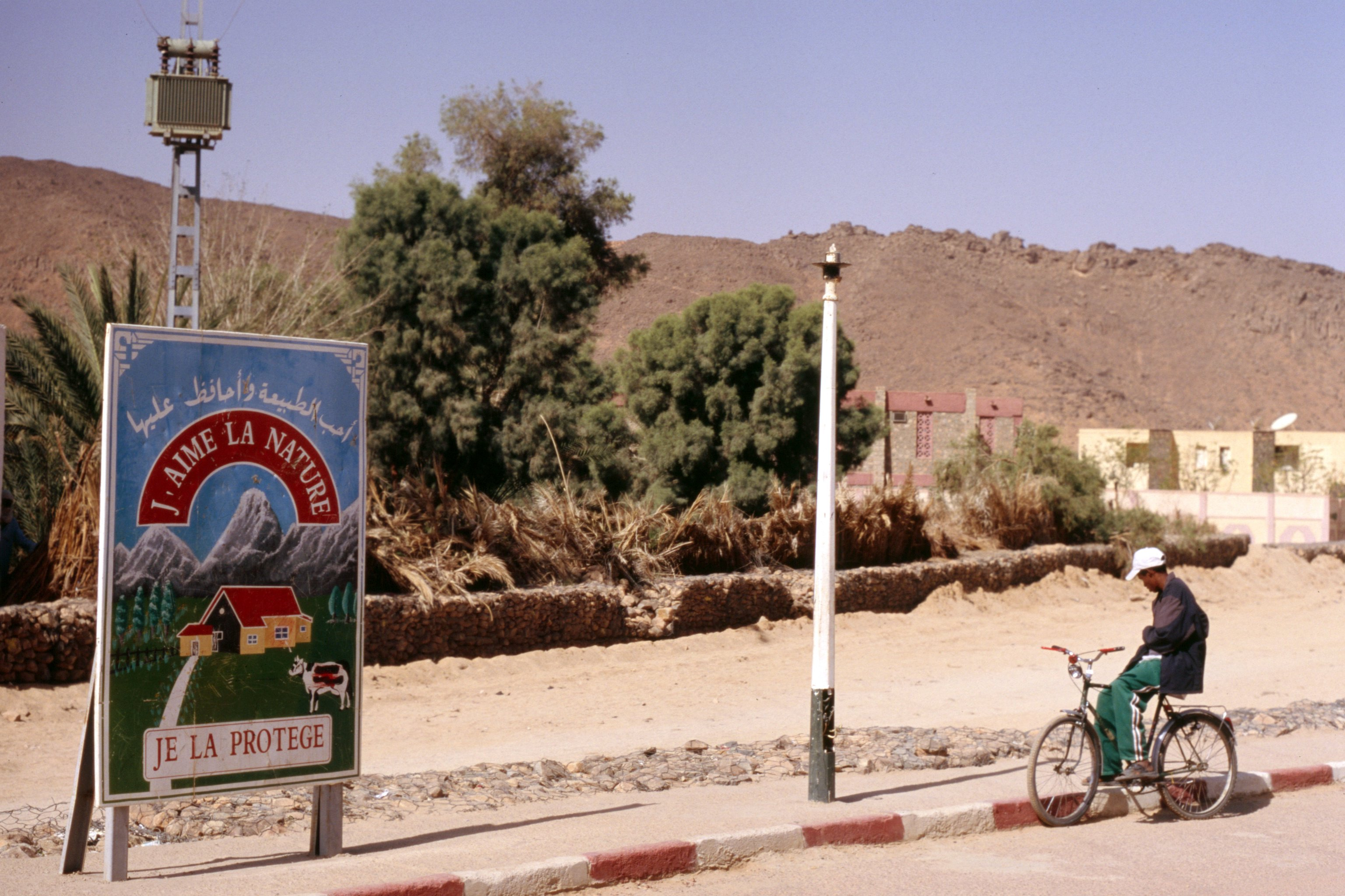
阿尔及利亚Illizi的一块阿拉伯文和法文双语路牌。法文：“J'aime la nature - Je la protege”，阿拉伯文：“احب طبيعة واحافظ عليها”，意为“我爱自然，我保护自然。”

成为法語圈國際組織不要求或暗示法语在特定国家是第一语言甚至广泛理解的语言。下表中从未成为法语国家殖民地的国家以斜体表示。前法國本土、非洲第二大法语国家阿尔及利亚，因与法国政治关系紧张而至今拒绝加入上述组织。
- 貝寧（官方語言）
- 布基納法索（官方語言）
- 布隆迪（與基隆迪語并为官方語言）
- 喀麥隆（與英語并为官方語言）
- 佛得角
- 中非共和國（與桑戈語并为官方語言）
- 乍得（與阿拉伯語并为官方語言）
- 科摩羅（與科摩羅語和阿拉伯語并为官方語言）
- 剛果民主共和國（官方語言）
- 剛果共和國（官方語言）
- 科特迪瓦（官方語言）
- 吉布提（與阿拉伯語并为官方語言）
- 埃及
- 赤道幾內亞 （與西班牙語和葡萄牙语并为官方語言）
- 法國（官方語言） 
  - 馬約特島（官方語言）
  - 留尼汪島（官方語言）
- 加蓬（官方語言）
- 幾內亞（官方語言）
- 幾內亞比紹
- 馬達加斯加（官方語言）
- 馬里（官方語言）
- 毛里塔尼亞（常用法語）
- 毛里求斯（事實上的官方語言）
- 摩洛哥（通用法語）
- 尼日爾（官方語言）
- 盧旺達 （在2008年，法语失去了它的官方地位，盧旺達語和英語（於1994年通過）是現在的官方語言）
- 聖多美和普林西比
- 塞內加爾（官方語言）
- 塞舌爾（與英語和盧旺達語并为官方語言）
- 多哥（官方語言）
- 突尼斯（通用法語）

### 使用法語人數最多的非洲國家
參考2007年法語圈國際組織的報告，使用法語人數超過5百萬的非洲國家：
- 剛果民主共和國：24,320,000人以法語為第一語言或第二語言
- 阿爾及利亞（非法語圈國際組織會員）：19,000,000[7]
- 科特迪瓦：12,740,000
- 摩洛哥：10,131,000
- 喀麥隆：7,343,400
- 突尼斯：6,360,000
- 幾內亞：6,000,000

### 使用法語百分比最多的非洲國家
參考2007年法語圈國際組織的報告，使用法語人口超过50%的非洲國家如下：
- 留尼汪島（法國）：94.5%的人口以法語為第一語言或第二語言
- 加蓬：80%
- 毛里求斯：72.7%
- 科特迪瓦：70%
- 聖多美和普林西比：65%
- 突尼斯：63.6%
- 幾內亞：63.2%
- 塞舌爾：60%
- 剛果共和國：60%
- 赤道幾內亞：60%
- 馬約特（法國）：59%[8]
- 阿爾及利亞（非法語圈國際組織會員）：57%[7]

## 外部連結
- LE FRANÇAIS EN AFRIQUE - Revue du Réseau des Observatoires du Français Contemporain en Afrique （页面存档备份，存于）
- Links for Afrique francophone （页面存档备份，存于）
- Dictionaries of various French speaking countries （页面存档备份，存于）
- RFI - L’avenir du français passe par l’Afrique （页面存档备份，存于）